# Jardim, Mato Grosso do Sul
Jardim är en kommun i Brasilien.   Den ligger i delstaten Mato Grosso do Sul, i den södra delen av landet, 1 100 km sydväst om huvudstaden Brasília. Antalet invånare är 24 363.
Följande samhällen finns i Jardim:
- Jardim

Trakten runt Jardim består i huvudsak av gräsmarker. Runt Jardim är det glesbefolkat, med 13 invånare per kvadratkilometer.